# Ирина Палеологина (трапезундска императрица)
Вижте пояснителната страница за други личности с името Ирина Палеологина.
Ирина Палеологина (на гръцки: Ειρήνη Παλαιολογίνα, Eirēnē Palaiologina; Irene Palaiologina; * ок. 1315; † след 1341) е императрица на Трапезунд от 1340 до 1341 г.

## Живот
Тя е извънбрачна дъщеря на византийския император Андроник III Палеолог (1325 – 1341).
През 1335 г. Ирина се омъжва за трапезундския император Василий Велики Комнин († април 1340). Малко след женитбата той се отказва от нея и продължава връзката си с една метреса, с която има четири деца. През юли 1339 г. те се развеждат, поради кръвно родство. През април 1340 г. Василий умира вероятно отровен от жена му. Ирина се възкачва на трона и изпраща двамата му сина Алексий и Йоан, който през 1349 г. се възкачва на трона като Алексий III, в изгнание в Константинопол, където са гледани от нейни роднини.
С възкачването ѝ на трона избухва гражданска война. Тя се съюзява с Йоан, управителят на Лимния, и потушава въстанието. Ирина моли баща си да я омъжи, но той умира. Ирина се влюбва в командира на нейната охрана, което води до ново напрежение на нейния двор. Туркмените стигат до стените на града и го обсаждат безуспешно.
Благородниците избират за императрица Анна Анахутлу Комнина († 1342), сестра на нейния съпруг, дъщеря на император Алексий II Велики Комнин, която дотогава е монахиня в манастир. Ирина е изпратена обратно в Константинопол. Тогава в Трапезунд пристига Михаил Велики Комнин (* 1285; † сл. 1355), син на император Йоан II и чичо на Анна, избраният от император Йоан V Палеолог (полубрат на Ирина) за съпруг на Ирина, но заварва там Анна и започват конфликти за трона.